# 迪士尼天堂碼頭飯店
迪士尼天堂碼頭飯店（Disney's Paradise Pier Hotel）是一間位於美國加州安那翰迪士尼樂園度假區內的度假村飯店，為華特迪士尼公司所擁有，並由旗下的樂園及度假區部門經營管理。該飯店原本是由日本的東急集團建造和營運，於1984年開幕，在當時名為「安那翰翡翠」（Emerald of Anaheim）。當東急集團在1989年將旗下翡翠和泛太平洋飯店部門合併時，安那翰翡翠也改名為泛太平洋飯店及度假村（Pan Pacific Hotel Anaheim）。迪士尼在1995年買下這間飯店，並將之改名為迪士尼樂園太平洋飯店（Disneyland Pacific Hotel）。2000年12月15日，飯店再次重新命名為迪士尼天堂碼頭飯店，以飯店可眺望到的迪士尼加州冒險樂園水邊區域命名。

## 歷史
日本的東急集團在1984年建造了15層樓高的「安那翰翡翠」。在1989年當東急將翡翠與泛太平洋飯店品牌整合時，飯店更名為「泛太平洋飯店及度假村」。迪士尼在1995年12月以3600萬美元買下飯店，並將之更名為「迪士尼樂園太平洋飯店」。作為1998年至2001年間迪士尼樂園度假區擴建計畫的一部分，飯店重新規劃了品牌形象，更名為現在的「迪士尼天堂碼頭飯店」，配合鄰近迪士尼加州冒險樂園裡同名的主題區域。飯店的大廳和會議宴會設施經過多次翻修，其中最大的一次是在2004年至2005年間。
飯店的住客曾可使用專用的通道進出迪士尼加州冒險樂園，該出入口位於樂園內天堂碼頭區域的「玉米熱狗城堡」（Corn Dog Castle）和「紀念品66」（Souvenir 66）之間。但由於使用率不高，這個出入口在2004年關閉。該區域現為迪士尼加州大飯店擴建計畫的一部分。而天堂碼頭飯店的住客依然可以經由迪士尼加州大飯店內的驗票閘門進出樂園，而該閘門僅供迪士尼樂園度假村內飯店的住客使用。

## 設施
飯店包含了一座有481間客房的大樓，其中29間為套房。其中特別的是，天堂碼頭飯店內標示有13樓，而大多數的美國飯店都因為迷信的關係而避開標示此樓層。在大樓底下有著大廳、餐廳、紀念品店、包含電子遊樂場等的休閒設施、超過30,000平方英尺（3,000平方公尺）的會議空間，以及7,250平方英尺（670平方公尺）的舞廳。飯店內也設有戶外游泳池和主題滑水道。

### 餐廳
- 迪士尼PCH燒烤（Disney's PCH Grill，PCH為太平洋海岸高速公路（Pacific Coast Highway）的縮寫，也就是加利福尼亞州1號州道。）
- 衝浪海灘休閒酒吧（Surfside Lounge）

### 商店
- 米奇在天堂（Mickey in Paradise）

## 資料來源
1. ↑  . PR Newswire (HighBeam Research). 1989-07-05  [2010-02-04].[永久]
2. ↑  Vrana, Debora. . Los Angeles Times. 1995-12-12  [2010-04-02]. （原始内容存档于2010-03-23）.

## 外部連結
- 官方网站

33°48′23″N 117°55′26″W / 33.8064°N 117.924°W